# ۱۱ آذر
۱۱ آذر دویست و پنجاه و هفتمین روز از سال در گاه‌شماری خورشیدی است. به پایان سال ۱۰۸ روز (۱۰۹ روز در سال کبیسه) باقی‌است.

## رویدادها
- ۱۳۶۵ - سیل ۱۳۶۵ دشتی
- ۱۳۶۷ - رقابت ۱۱ آذر ۱۳۶۷ تیم ملی فوتبال ایران با تیم ملی فوتبال قطر در جام ملت‌های آسیا ۱۹۸۸
- ۱۴۰۲ - سازمان بازرسی کل کشور فساد مالی چای دبش را به شکل رسمی تایید و اعلام کرد

## زادروزها
- ۱۳۰۲ - جلال آل احمد، نویسنده
- ۱۳۴۵ - علی مصفا، بازیگر
- ۱۳۵۶ - سالار عقیلی، خواننده

## درگذشتگان
- ۱۳۰۰ - میرزا کوچک‌خان جنگلی، رهبر جنبش جنگل
- ۱۳۹۴ - مینو مشرفی، پزشک
- ۱۳۹۶ - ریزعلی خواجوی، از شهروندان ایران
- ۱۴۰۱ - سیروس شریفی آب‌دوزک، از کشته‌شدگان خیزش ۱۴۰۱ ایران